# 소피아 구바이둘리나

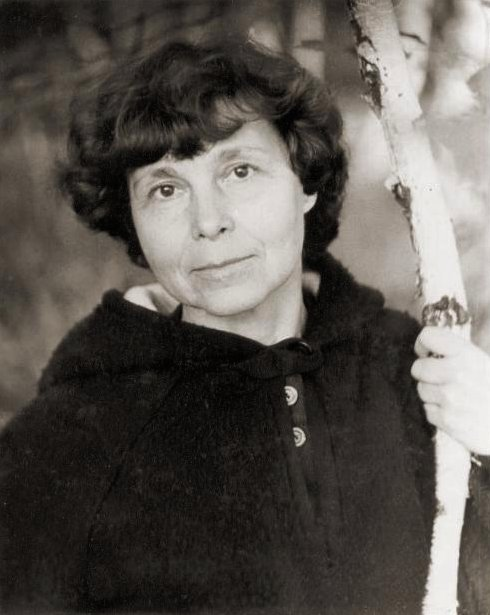

소피아 구바이둘리나(Sofia Gubaidulina, 본명: 소피아 아스가토브나 구바이둘리나, Sofia Asgatovna Gubaidulina, 1931년 10월 24일 ~ 2025년 3월 13일)는 소련과 러시아의 모더니스트 종교 음악 작곡가였다. 매우 다작하여 수많은 실내악, 오케스트라, 합창 작품을 작곡했다. 그녀의 작품은 서양과 동양 음악 사이의 긴장을 탐구한 것으로 묘사되었으며, "미시음조와 색채주의의 혁신적 사용, 형식보다 리듬, 대조적인 음조의 사용"이 특징이다.
그녀의 작곡은 "감정적 강렬함"으로 칭찬을 받았고, 그녀는 자신의 음악을 레가토, 즉 "삶의 단편화된 스타카토로 연결된 흐름"의 감각을 가져온다고 묘사했다. 알프레트 시닛케, 아르보 패르트, 에디슨 데니소프와 함께 구바이둘리나는 국가보안위원회(KGB)를 포함한 당국으로부터 은총을 받지 못했지만, 주요 국제 오케스트라에서 자주 의뢰되고 연주된 전 소련의 가장 중요한 작곡가 중 한 명으로 여겨졌지만, 그녀의 첫 번째 주요 돌파구는 그녀의 바이올린 협주곡 Offertorium(1980)이었다.

## 관련 논문
- 이영미, 〈소피아 구바이둘리나 음악에 나타나는 이분법적 대립과 변형: 기독교적 세계관의 관점에서〉, 《이화음악논집》 18-2, 이화여자대학교 음악연구소, 2014년
- 설수경, 〈소피아 구바이둘리나의 작품에 나타난 리듬형식(Rhythm of Form)에 관한 연구- 구바이둘리나의 <비올라, 바순, 피아노를 위한 콰지 호케투스(Quasi Hoquetus for Viola, Bassoon, and Piano)>(1984)에 사용된 수열 분석을 중심으로〉, 《한국예술연구》 23, 한국에술종합학교 한국예술연구소, 2019년
- 박수인, 〈음악에 새긴 상징적 의미: 소피아 구바이둘리나(Sofia Gubaidulina)의 《현악4중주 4번》(String Quartet No. 4, 1993)〉, 《음악논단》 42, 한양대학교 음악연구소, 2019년
- 박유미, 〈음악적 토픽과 트로프- 구바이둘리나의 <샤콘느>를 중심으로〉, 《한국예술연구》 36, 한국예술종합학교 한국예술연구소, 2022년
- 최은영, 〈구바이둘리나의 <샤콘느>에 드러난 바흐의 영향에 관한 연구: 바흐의 <골드베르크 변주곡>과의 비교 분석을 중심으로〉, 《음악교수법연구》 25-1, 한국피아노교수법학회, 2024년